# Noel Clough
Noel Clough (* 25. April 1937; † 19. Mai 2023) war ein australischer Mittelstreckenläufer und Sprinter.
Bei den British Empire and Commonwealth Games 1966 in Kingston siegte er über 880 Yards in 1:46,9 min und wurde über 440 Yards Achter. In der 4-mal-440-Yards-Staffel kam er mit der australischen Mannschaft auf den fünften Platz.

## Persönliche Bestzeiten
- 400 m: 47,1 s, 26. März 1966, Perth
- 800 m: 1:46,2 min, 8. August 1966, Kingston